# Мурзакаси
Мурзака́си (рос. Мурзакасы, чув. Мăрсакасси) — присілок у Чувашії Російської Федерації, у складі Ядринського сільського поселення Ядринського району.
Населення — 138 осіб (2010; 185 в 2002, 290 в 1979, 371 в 1939, 392 в 1926, 257 в 1897, 171 в 1858).

## Історія
Засновано 18 століття як виселок села Янимово. До 1866 року селяни мали статус державних, займались землеробством, тваринництвом, виробництвом саней та возів. На початку 20 століття діяло 2 вітряки. 1931 року створено колгосп «1-е Травня». До 1927 року присілок входив до складу Чиганарської, Ядринської та Малокарачкінської волостей Ядринського повіту, після переходу 1927 року на райони — спочатку у складі Татаркасинського, з 1939 року — Сундирського, а з 1962 року — Ядринського районів.

## Господарство
У присілку діють спортивний майданчик та магазин.